# Elżbieta Witek
Pour les articles homonymes, voir Witek (homonymie).
Elżbieta Barbara Witek, née le 17 décembre 1957 à Jawor, est une enseignante et femme politique polonaise membre de Droit et justice (PiS) et présidente de la Diète polonaise de 2019 à 2023.

## Biographie

### Formation et vie professionnelle
Elle est diplômée en 1980 de la faculté d'histoire et de philosophie de l'université de Wrocław. Elle devient alors enseignante et intègre Solidarność. 

### Engagement politique

#### Les débuts
Membre du Mouvement citoyen pour l'action démocratique (ROAD) dans les années 1990, elle adhère à Droit et justice en 2001. Elle postule aux élections législatives du 23 septembre suivant dans la circonscription de Legnica mais elle n'est pas élue. L'année d'après, elle fait son entrée au conseil municipal de Jawor à la suite des élections locales.

#### Députée
Aux élections législatives du 25 septembre 2005, elle se représente dans la circonscription de Legnica et remporte 7 476 voix préférentielles, ce qui assure son élection. Le 19 octobre suivant, Elżbieta Witek fait son entrée à la Diète à l'âge de 47 ans.
Elle est réélue lors des élections législatives du 21 octobre 2007 avec 9 666 voix de préférence, puis au cours des élections législatives du 9 octobre 2011 avec 9 381 suffrages préférentiels. Elle intègre le comité politique de PiS le mois d'après, puis devient porte-parole du parti en juillet 2015. À l'occasion des élections législatives du 25 octobre suivant, elle conquiert un quatrième mandat en totalisant 22 168 voix préférentielles, soit le deuxième score de la circonscription et des candidats de Droit et justice.

#### Ministre
Le 16 novembre, Elżbieta Witek est nommée à 57 ans ministre sans portefeuille, chef de cabinet de la présidente du Conseil des ministres et porte-parole du gouvernement dans le gouvernement de droite de la conservatrice Beata Szydło. Elle est relevée de son poste de porte-parole au profit de Rafał Bochenek dès le 8 janvier 2016.
Le 4 juin 2019, elle est nommée ministre de l'Intérieur dans le gouvernement Morawiecki I.

#### Présidente de la Diète
Le 9 août 2019, après avoir démissionné du gouvernement, elle est élue président de la Diète par 245 voix. Réélue députée lors des élections législatives du 13 octobre 2019, elle conserve son poste de présidente de la Diète le 12 novembre en obtenant 314 votes des députés en sa faveur. En octobre 2023, elle est réélue députée et siège dans l'opposition. Szymon Hołownia lui succède à la tête de l'assemblée le 12 novembre.